# Areceae
Areceae es una tribu de plantas perteneciente a la subfamilia Arecoideae dentro de la familia Arecaceae. Tiene las siguientes subtribus.

## Subtribus
Según GRIN
- Archontophoenicinae
- Arecinae
- Basseliniinae
- Carpoxylinae
- Clinospermatinae
- Cyrtostachydinae
- Dypsidinae
- Linospadicinae
- Malortieinae
- Oncospermatinae
- Ptychospermatinae
- Rhopalostylidinae
- Verschaffeltiinae

Según Wikispecies
- Archontophoenicinae - Arecinae - Cyrtostachydinae - Dypsidinae - Euterpeinae - Iguanurinae - Lemurophoenicinae - Leopoldiniinae - Linospadicinae - Malortieinae - Manicariinae - Masoalinae - Oncospermatinae - Oraniinae - Ptychospermatinae - Roystoneinae - Sclerospermatinae